# Diplacodes bipunctata
Espèce
Statut de conservation UICN

 LC  : Préoccupation mineure
Diplacodes bipunctata fait partie de la famille des Libellulidae dans l'ordre des Odonates. Comme tous les odonates, cette libellule est  carnivore et se nourrit de divers insectes. Le développement de la larve dure 50 jours et l'adulte peut vivre jusqu'à six mois.

## Répartition
Cette libellule est mentionnée en Australie, dans le Sud-ouest de l'océan Pacifique et dans le Nord-ouest aux États fédérés de Micronésie.

## Caractéristiques
Le mâle mature a un thorax brun rougeâtre et son abdomen est rouge orangé avec des motifs noirs. Les ailes antérieures et postérieures sont transparentes et leur base est légèrement ambrée. Le ptérostigma est rouge. Les yeux et la face sont d'une coloration également rougeâtre. Chez la femelle, la coloration de base est jaune. L'abdomen est jaune orangé avec également des motifs noirs. La face est jaune pâle et les yeux sont verts brunâtres.

### Espèce similaire
- Diplacodes melanopsis

## Habitat
Diplacodes bipunctata fréquente généralement les étangs et les mares à bordures herbeuses.

## Biotechnologie
Cette espèce a inspiré des chercheurs Australiens dans la création d'un revêtement antibactérien synthétique. En observant les ailes de cette libellule, les scientifiques ont remarqué des nanostructures spiciformes, qui peuvent faire éclater et même tuer les bactéries. Cette surface a démontré être très efficace contre une variété de bactéries et d'endospores.